# Otjiherero

Verteilung des Otjiherero als Muttersprache (2011)
1%
1–5,99 %
6–10,99 %
11–20,99 %
21–30,99 %
31–49,99 %
50–75,99 %
76–90 %
90%

Otjiherero (auch Herero oder Ochiherero) ist eine Bantusprache, die vom Volk der Herero in weiten Teilen Namibias sowie in Teilen von Botswana und vereinzelt auch in Angola gesprochen wird. Die Sprecherzahl beträgt insgesamt ca. 237.000 Menschen.
Das Sprachgebiet umfasst das sogenannte Hereroland; größtenteils die östliche namibische Region Omaheke sowie Teile der Regionen Otjozondjupa und Kunene. Der Volksstamm der Himba spricht mit dem OtjiHimba einen Dialekt, der dem Herero zugeordnet wird. Namibias Hauptstadt Windhoek hat eine nicht geringe Herero-Sprachminderheit.
Laut Ohly (1999:5) kann man Otjiherero in drei verschiedene Dialekte unterteilen. Diese sind Kaokoland-Herero, Central-Herero und Mahalapye-Herero (Botswana).
Durch die erste Bibelübersetzung ins Herero durch den Missionar Gottlieb Viehe (1839–1901) wurde die Sprache Ende des 19. Jahrhunderts zur Schriftsprache auf Basis des lateinischen Alphabets. Auch Pater Peter Heinrich Brincker (1836–1904), der sich große Verdienste um die Erforschung der Sprache erwarb, fertigte Übersetzungen theologischer Schriften und Lieder an.
Herero wird an namibischen Grundschulen als Mutter- und Fremdsprache gelehrt und ist als Hauptfach an der Universität von Namibia zu belegen. Herero ist auch eine von sechs Minderheitensprachen des staatlichen namibischen Rundfunks (NBC). Das erste Wörterbuch wurde von Brincker (1886) entwickelt. Das neueste Wörterbuch ist von Vilijoen und Kamupingine, welches im Jahr 1983 erschien.